# Dworce kolejowe w Polsce
Dworce kolejowe w Polsce – Polskie Koleje Państwowe posiadają 573 czynne dworce kolejowe.
Według stanu na dzień 31 grudnia 2010 r. w dyspozycji PKP S.A. znajdowało się 2625 budynków dworców kolejowych. Z tej grupy czynnych było 936 obiektów. Pozostałe zostały zamknięte (nie funkcjonowały) lub zmieniły przeznaczenie (sklepy, usługi).
Spośród czynnych dworców kolejowych 83 obiektom nadano charakter strategiczny. Podstawowymi kryteriami zaliczenia dworców do tej grupy była wielkość obsługiwanych potoków ruchu w przewozach pasażerskich oraz znaczenie obiektu w zakresie skomunikowań i powiązań wewnątrzgałęziowych i z innymi gałęziami transportu. Generalnie są to obiekty zlokalizowane w największych polskich aglomeracjach, a także usytuowane w centralnej, zachodniej i południowej części kraju. Około 100 dworców kolejowych zostało przekazanych samorządom terytorialnym różnych szczebli, przy czym nie wszystkie z nich są obecnie wykorzystywane do obsługi pasażerów.
PKP S.A. sukcesywnie realizuje program modernizacji dworców kolejowych. Jednocześnie zmieniają się funkcje pełnione przez dworce kolejowe – skraca się czas przebywania tam podróżnych, zmniejsza się zatem zapotrzebowanie na wykorzystanie powierzchni dworca kolejowego w zakresie związanym z obsługą podróżnych. Wolne powierzchnie przeznaczane są na wynajem dla podmiotów komercyjnych.

## Historia

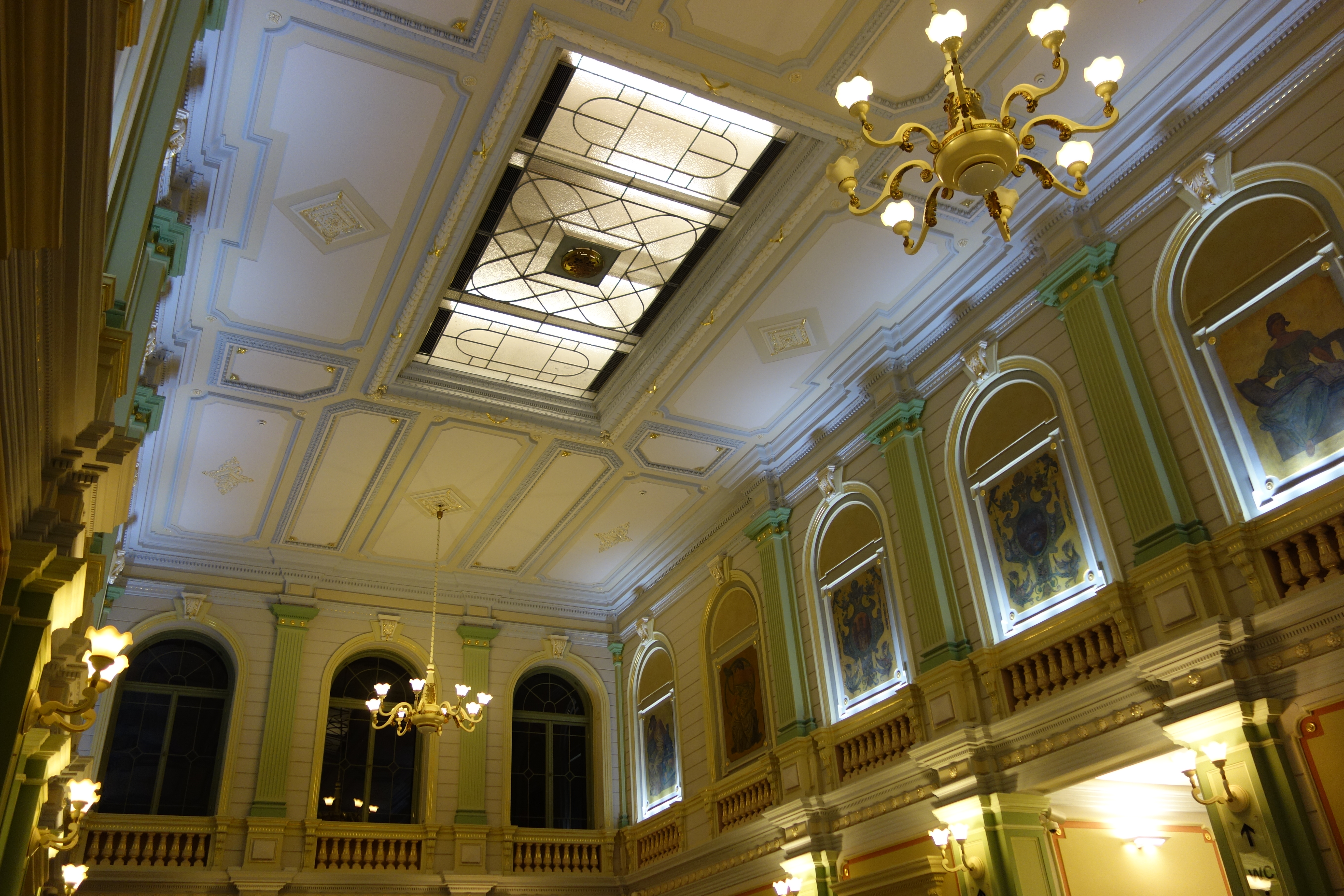
Wyremontowane zabytkowe wnętrze dworca w Przemyślu

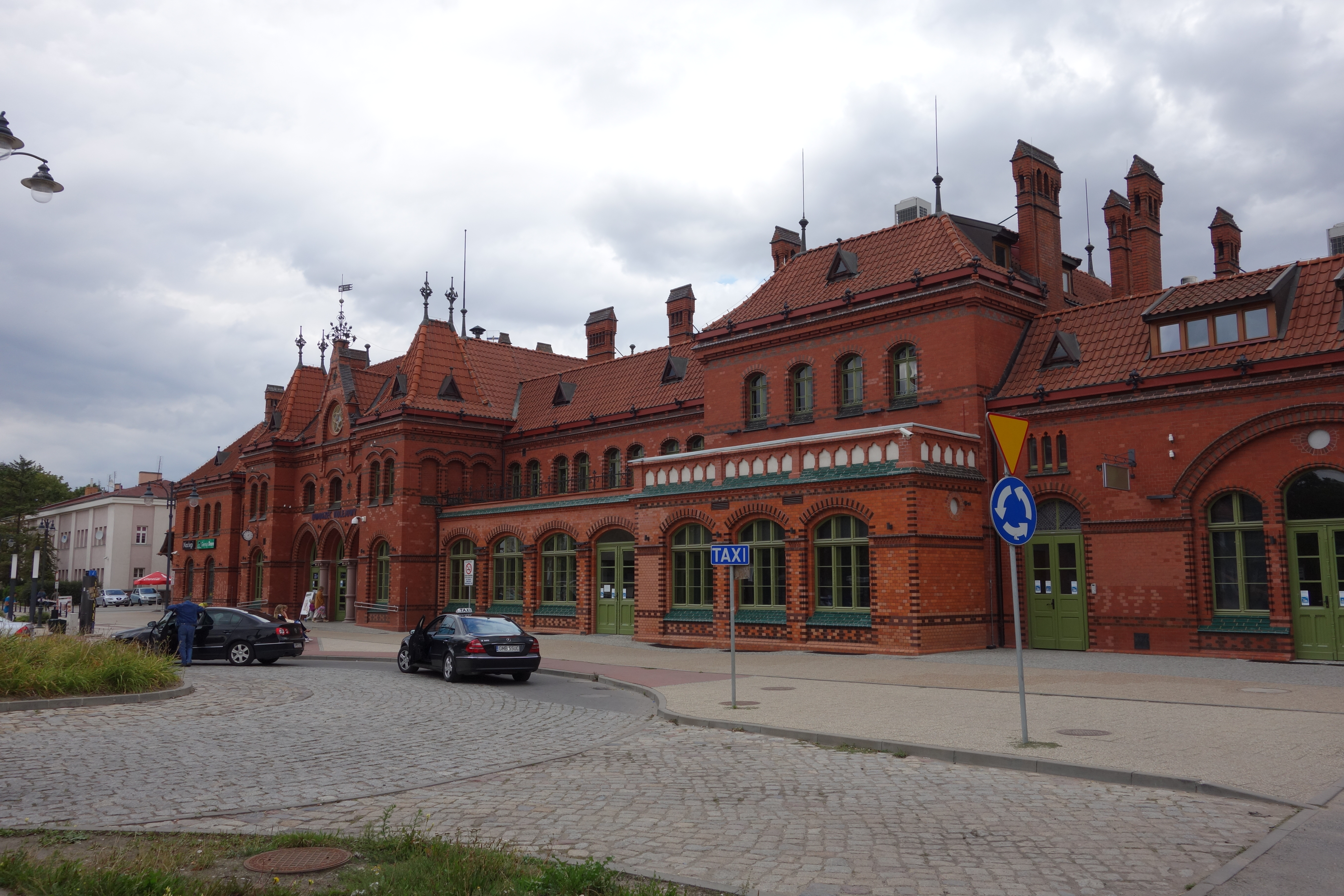
Budynek dworca w Malborku zbudowany w r. 1891

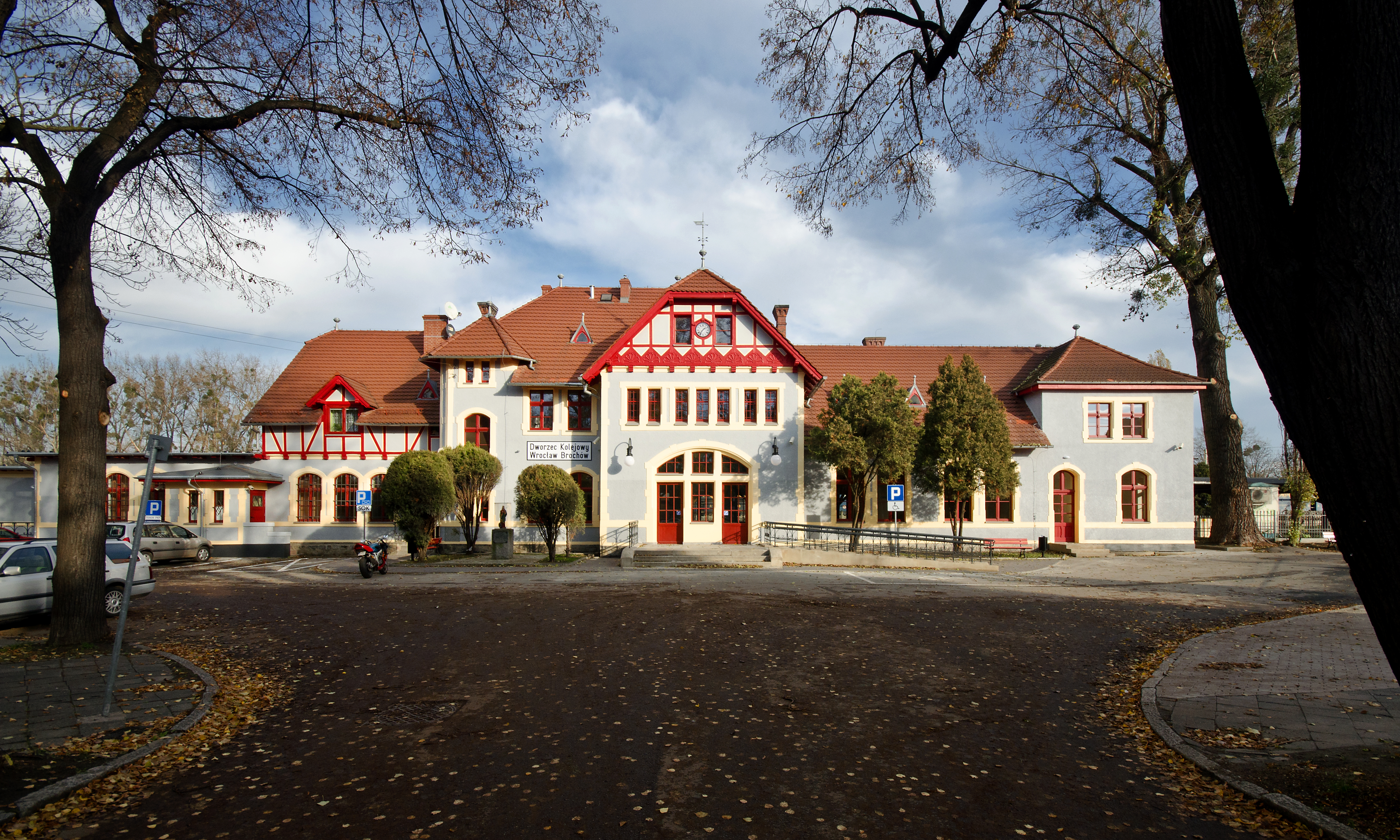
Wrocław Brochów, wybudowany w roku 1896, od 1945 r. w Polsce

Pierwszy dworzec kolejowy na obecnym terenie Polski, Wrocław Górnośląski, powstał w 1842 r., obecnie mieści przychodnię. W poszczególnych zaborach budowano dworce różniące się architekturą i funkcjonalnością.

### Zabór rosyjski
- Kolej Warszawsko-Wiedeńska
  - Skierniewice
  - Piotrków Trybunalski
  - Sosnowiec Maczki
  - Sosnowiec Główny
- Łódź
  - Łódź Fabryczna
- Lublin
  - Lublin Główny

### Zabór austriacki
- Dworzec Główny w Bielsku-Białej
- Dworzec Główny we Lwowie
- Dworzec Główny w Tarnowie
- Dworzec Główny w Przemyślu

### Zabór pruski
- Gniezno
- Krotoszyn
- Leszno
- Toruń Główny

### II Rzeczpospolita
- Gdynia Główna – zniszczony podczas wojny, na jego miejscu powstał zupełnie inny i większy
- Koło
- Magistrala węglowa
  - Herby Nowe, Chorzew Siemkowice, Zduńska Wola Karsznice, Ponętów, Inowrocław, Bydgoszcz Wschód

### PRL
W 1945 r. włączono do Polski wiele dworców pruskich (Wrocław Główny, Gdańsk Główny), pozostawiając na wschodzie dworce polskie, np. Lwów Główny. Największą inwestycją tych czasów był wybudowany w stylu modernizmu Dworzec Centralny w Warszawie, oddany do użytku w r. 1975.

### Po 1989 r.

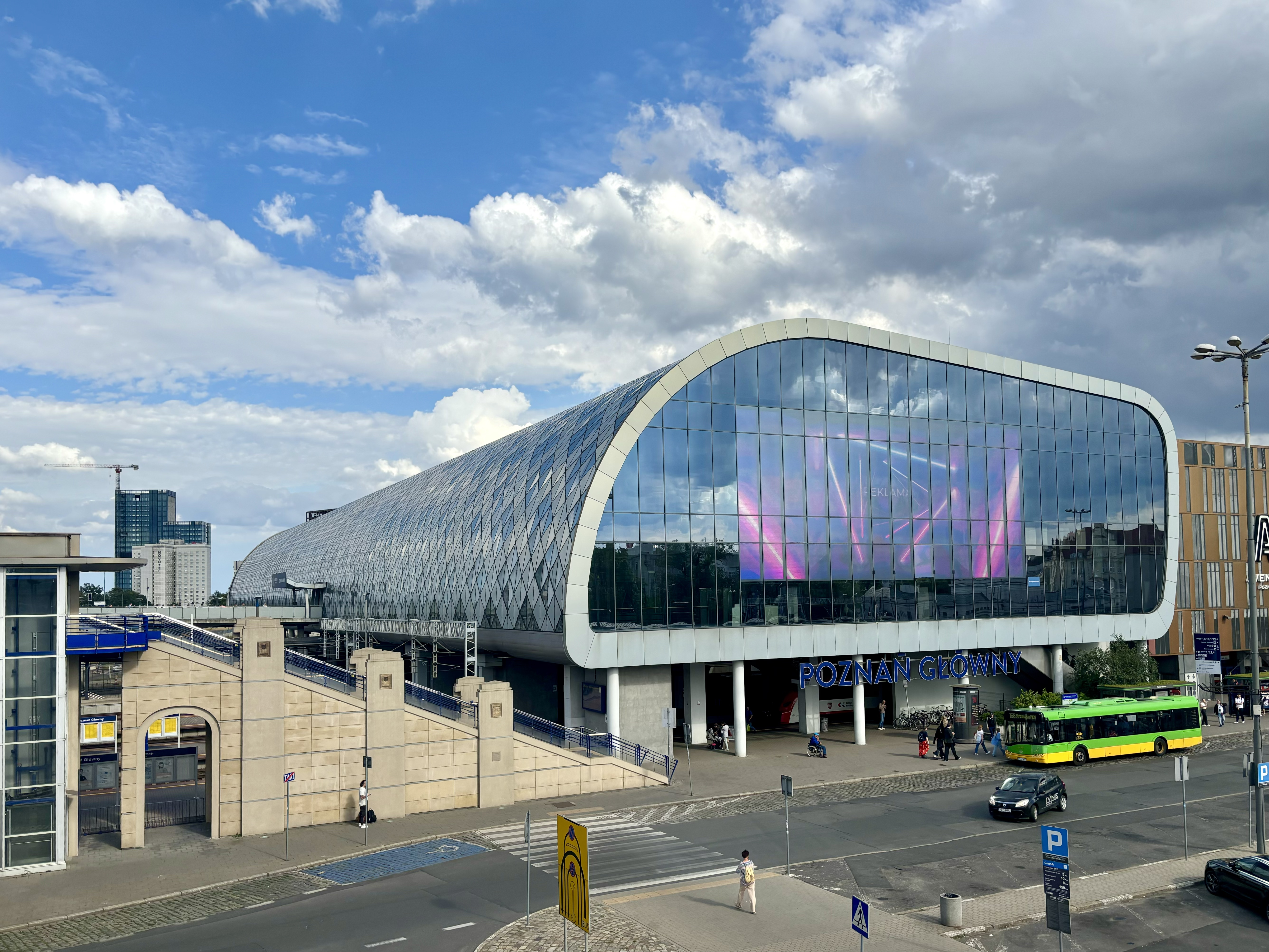
Nowy budynek dworca Poznań Główny

- Poznań Główny – nowy budynek dworca powstał przed Euro 2012. Został oddany do użytku przed turniejem, a budowa trwała 10 miesięcy[5]. Wykonawcą była węgierska firma Trigranit Development Corporation[6]. Budynek wzbudził mieszane uczucia, otrzymując wyróżnienie Makabryła, przyznawane najgorszym budynkom. W żargonie miejskim budynek nowego dworca nazywany jest chlebak[7].
- Łódź Fabryczna – prace przy budowie nowego dworca Łódź Fabryczna rozpoczęły się w październiku 2011 roku. Zgodnie z podpisaną wówczas umową inwestycja miała zakończyć się w lutym 2015, ostatecznie dworzec oddano do użytku w grudniu 2016. Budowa dworca miała pochłonąć około 1,75 mld zł, z czego 1,3 mld zł z funduszy Unii Europejskiej a 460 mln zł z funduszów miejskich[8].
- Katowice
- Kraków Główny
- Strzelce Krajeńskie Wschód

## Klasyfikacja

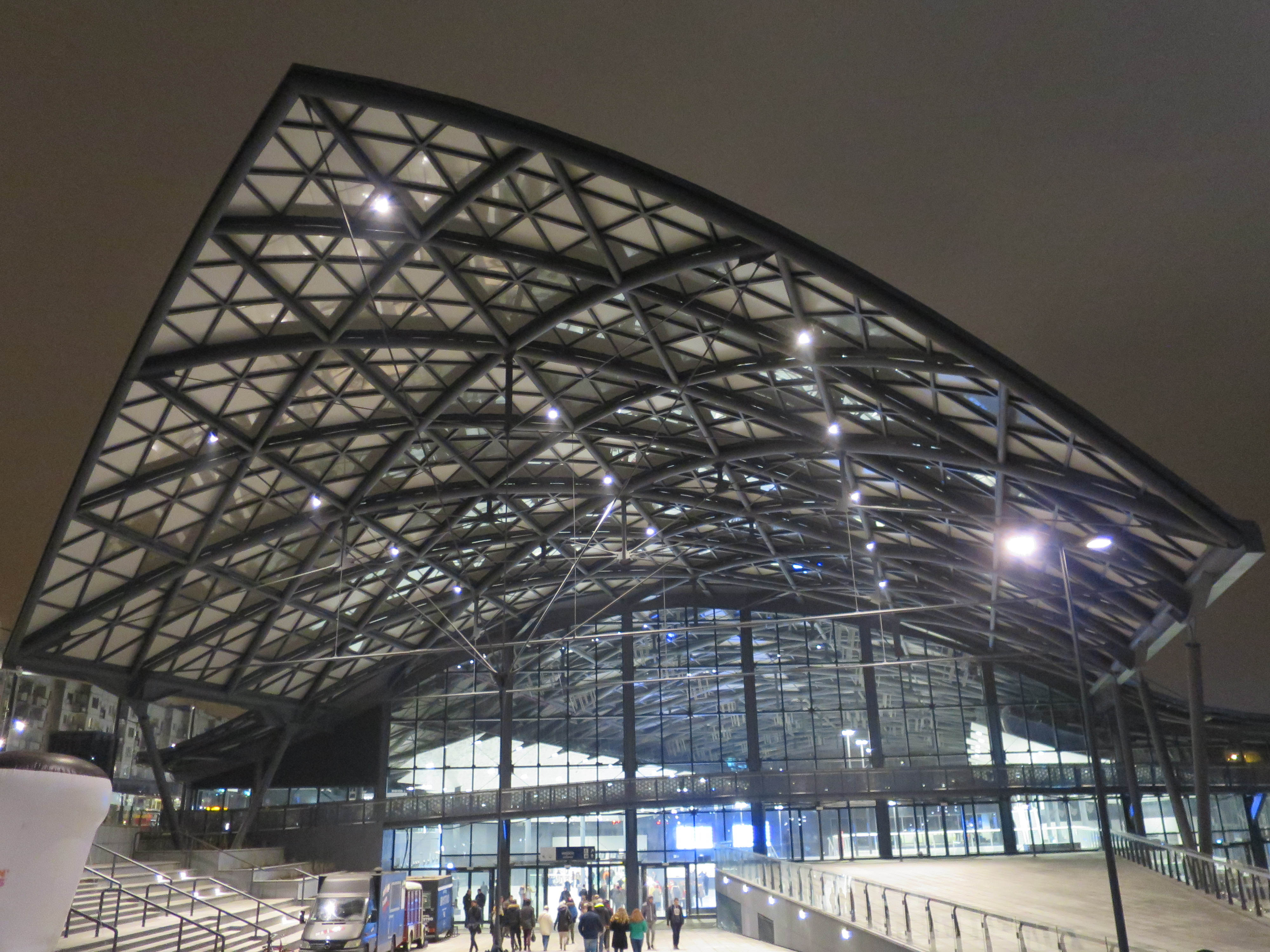
Łódź Fabryczna – największy polski dworzec czołowy

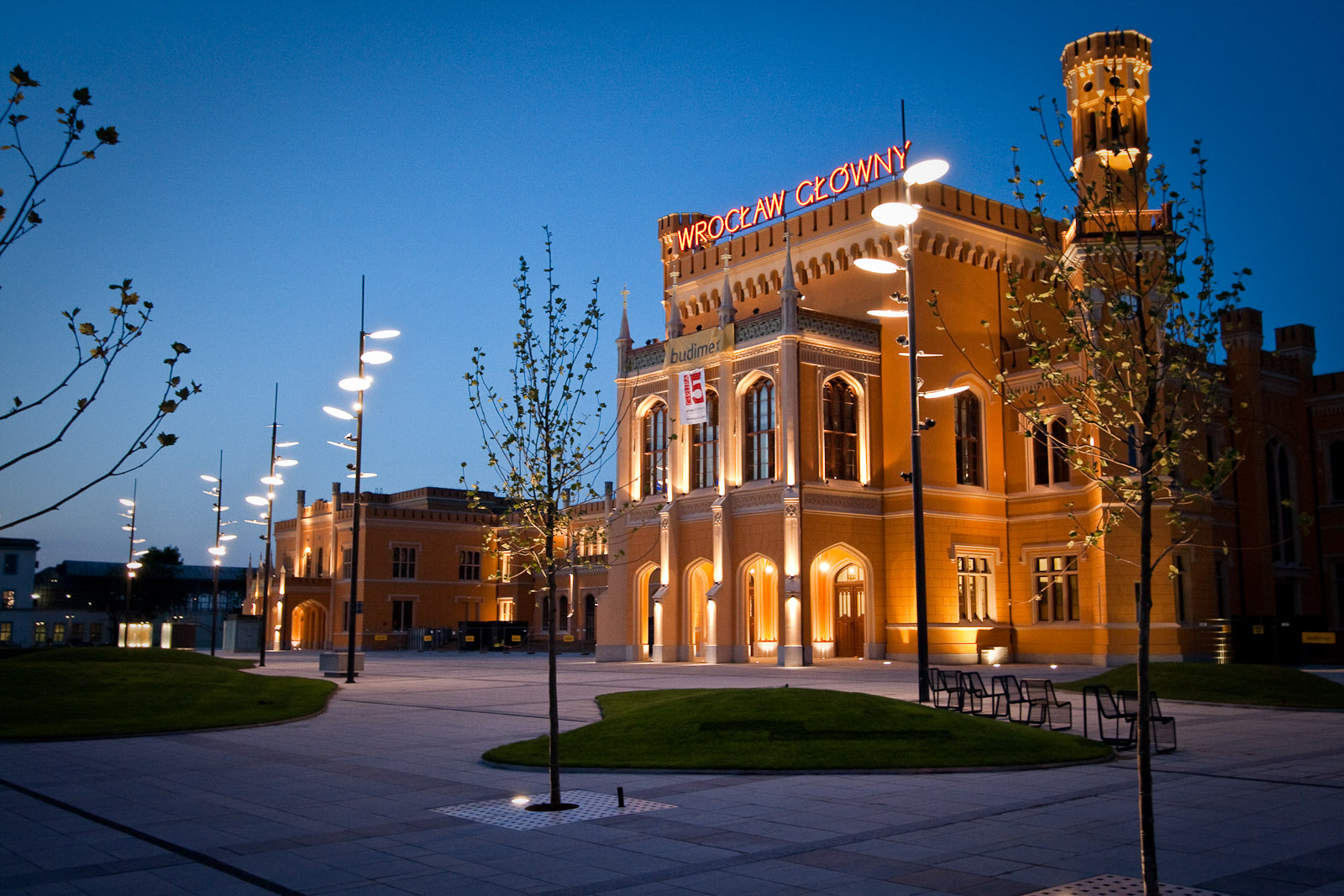
Neogotycki budynek dworca Wrocław Główny

W 2015 roku PKP wprowadziły nowy sposób kategoryzowania dworców w zależności od znaczenia w ruchu kolejowym. Dworce podzielone są na kategorie Premium, Wojewódzkie, Aglomeracyjne, Regionalne, Lokalne i Turystyczne.
Wcześniej dworce dzielono ze względu na liczbę obsługiwanych pasażerów na 4 kategorie: A, B, C, D.
Ze względu na układ torów wyróżnia się:
- dworce przelotowe – Warszawa Centralna, Kraków Główny, Wrocław Główny
- dworce czołowe – Łódź Fabryczna
- dworce przelotowo-czołowe – Gdańsk Główny, Bielsko-Biała Główna, Bydgoszcz Główna, Opole Główne, Poznań Główny, Lublin Główny, Toruń Główny
- dworce dwupoziomowe – Kępno, Kostrzyn

Style architektoniczne:
- późny klasycyzm – Wrocław Świebodzki
- neogotyk angielski – Wrocław Główny
- neogotyk – Nowe Skalmierzyce
- neobarok – Przemyśl Główny
- styl narodowy – dawny budynek Gdynia Główna
- eklektyzm – Lublin Główny
- socrealizm – Gdynia Główna
- modernizm – dworzec Warszawa Wschodnia
- barokowo-modernistyczny – Tarnów
- postmodernizm – Łódź Fabryczna

## Największe dworce kolejowe w Polsce pod względem ruchu pasażerskiego
| Rok  | Miejsce 1.     | Miejsce 2.     | Miejsce 3.           | Miejsce 4.           | Miejsce 5.         | Źródło |
| ---- | -------------- | -------------- | -------------------- | -------------------- | ------------------ | ------ |
| 2017 | Poznań Główny  | Wrocław Główny | Warszawa Śródmieście | Kraków Główny        | Warszawa Wschodnia | [ 10 ] |
| 2018 | Wrocław Główny | Poznań Główny  | Warszawa Śródmieście | Warszawa Wschodnia   | Warszawa Centralna | [ 11 ] |
| 2019 | Poznań Główny  | Wrocław Główny | Warszawa Centralna   | Warszawa Śródmieście | Katowice           | [ 12 ] |
| 2020 | Wrocław Główny | Poznań Główny  | Warszawa Wschodnia   | Gdańsk Główny        | Katowice           | [ 13 ] |
| 2021 | Wrocław Główny | Poznań Główny  | Kraków Główny        | Katowice             | Warszawa Centralna | [ 14 ] |
| 2022 | Wrocław Główny | Poznań Główny  | Kraków Główny        | Katowice             | Gdynia Główna      | [ 15 ] |
| 2023 | Wrocław Główny | Poznań Główny  | Kraków Główny        | Katowice             | Gdynia Główna      | [ 16 ] |
| 2024 | Wrocław Główny | Kraków Główny  | Poznań Główny        | Warszawa Centralna   | Gdańsk Główny      | [ 17 ] |

## Stan budynków – remonty dworców

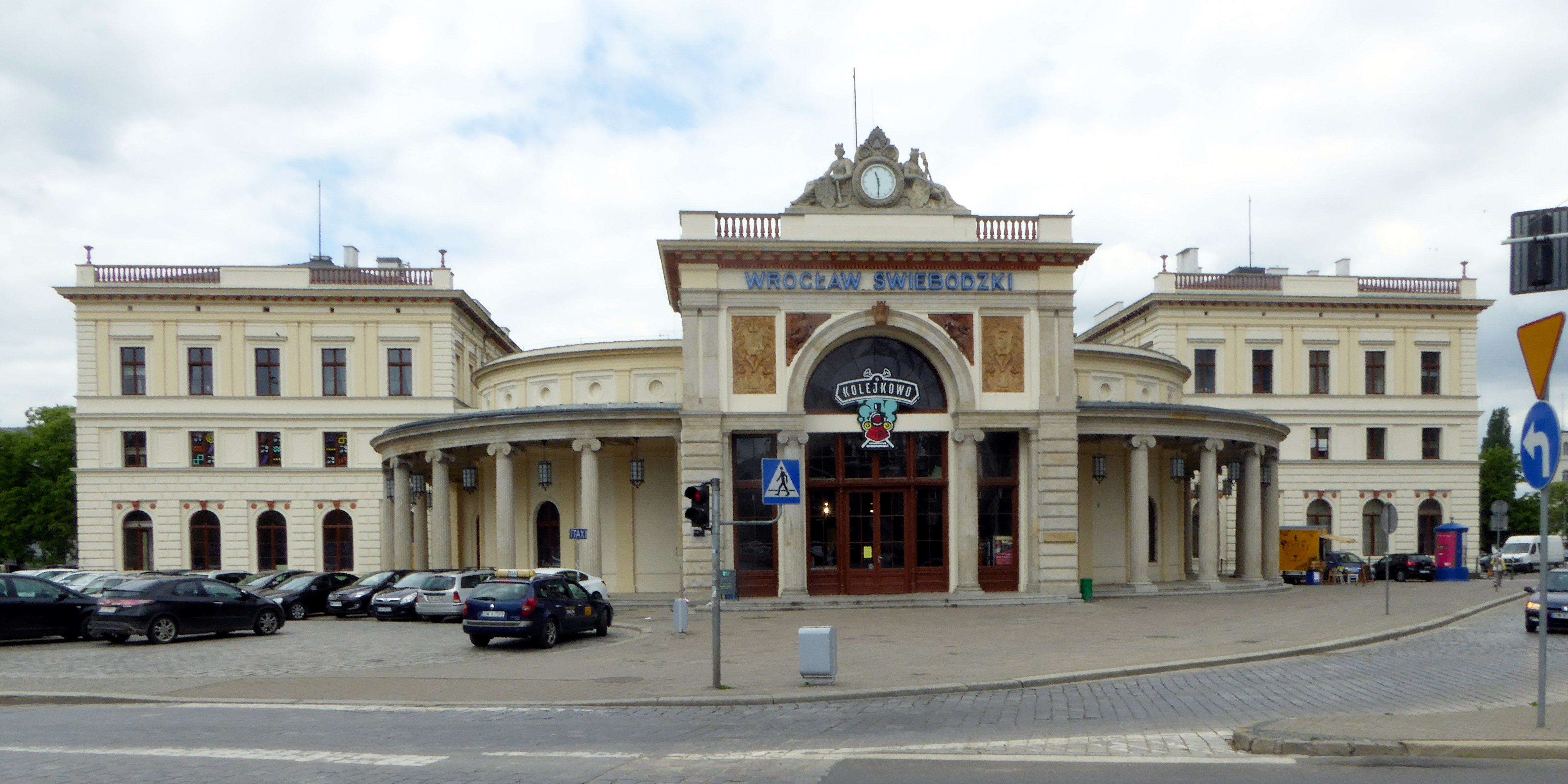
Wrocław Świebodzki – dawny dworzec kolejowy we Wrocławiu

Większość budynków dworcowych wymagała remontu lub przebudowy. Po roku 1990 oddano do użytku jedynie dworzec Częstochowa Osobowa, dworzec Łódź Kaliska nie został ukończony. Od 2010 r. PKP prowadzi remonty dworców w całej Polsce.
Od 2010 do kwietnia 2013 wyremontowano: Brzeg, Brzesko Okocim, Chodzież, Działdowo, Elbląg, Gdynia Główna, Gorzów Wielkopolski, Iława Główna, Katowice, Koło, Krzeszowice, Kutno, Leszno, Leżajsk, Luboń koło Poznania, Łańcut, Malbork, Modlin, Pabianice, Piotrków  Trybunalski,Przemyśl Główny, Przeworsk, Puszczykówko, Radomsko, Sławno, Swarzędz, Tarnów, Terespol, Wałbrzych Miasto, Warszawa Centralna, Warszawa Stadion, Warszawa Wschodnia, Wrocław Główny, Wrocław Kuźniki, Wrocław Mikołajów, Wrocław Pracze, Zawiercie, Zgierz, Zielona Góra.
Dworce zmodernizowane w II połowie 2013 to: Jarocin, Kępno, Kluczbork, Radom, Sieradz, Świebodzice, Wronki.
W 2014 roku wyremontowano: Biała Podlaska, Kościan, Legnica, Międzyrzec Podlaski, Myszków, Środa Wielkopolska, Brzeg Dolny, Ełk, Gniezno, Kostrzyn nad Odrą, Lębork, Nowy Sącz, Poraj, Pszczyna, Rabka-Zdrój, Rumia.
W r. 2015 remonty przeprowadzono na następujących stacjach: Bydgoszcz Główna, Kalisz, Kędzierzyn-Koźle, Kraków Płaszów, Oborniki Śląskie, Rawicz, Sopot, Toruń Główny.
W latach 2017–2019 wyremontowano dworzec kolejowy Starogard Gdański.

### Byłe dworce
- Wrocław Świebodzki – kultura, handel

## Inne funkcje w budynkach dworcowych

### Galerie
Biuro Wystaw Artystycznych Galerii Miejskiej działa w budynku dworca Tarnów Główny.

### Muzea
Muzeum Zabawek w budynku dawnego dworca w Karpaczu.

### Kaplice
Kaplice katolickie działają m.in. na dworcach Częstochowa Osobowa i Wrocław Główny.

### Kino
W latach 1948–2010 na dworcu Wrocław Główny działało Kino Dworcowe, przez pewien okres wyświetlające filmy pornograficzne (2002–2005), a od 2008 niezależny repertuar filmowy.

### Biblioteki
Przykładem może być stacja Ruda Chebzie, w której znalazła siedzibę Biblioteka Miejska w Rudzie Śląskiej.

### Świetlice dworcowe
Na przykład:
- Młodzieżowa Świetlica Dworcowa przy Klubie Kolejarza, Wrocław Główny
- Świetlica Dworcowa w Koluszkach
- Świetlica Dworcowa w Radomsku